# 阿丁 (加利福尼亞州)
阿丁（英語：Adin）是位於美國加利福尼亞州莫多克縣的一個人口普查指定地區。

## 地理
阿丁的座標為41°11′38″N 120°56′43″W / 41.19389°N 120.94528°W，而該地最高點為海拔高度1281米（即4203英尺）。

## 人口
根據2010年美國人口普查的數據，阿丁的面積為8.92平方千米，均為陸地。當地共有人口272人，而人口密度為每平方千米30人。